# Gelatina de café
Gelatina de café (コーヒーゼリー, kōhī zerī) é uma sobremesa de geléia aromatizada com café e açúcar. Embora já tenha sido comum na culinária do Reino Unido e dos Estados Unidos, agora é mais comum no Japão, onde pode ser encontrada para compra e consumo na maioria dos restaurantes, cafés e lojas de conveniência. A gelatina de café pode ser feita usando pó instantâneo ou a partir do zero. 

## História
Receitas para gelatina de café aparecem, pela primeira vez, em livros de receita publicados na Inglaterra, em 1817. As primeiras receitas utilizavam café misturado com geleia de mocotó, e às vezes, ictiocola ou outros clarificadores. Após a introdução de pacotes de gelatina em pó, a maioria das receitas utiliza gelatina dissolvida diretamente no café quente, e então colocada em um molde.
No início do século XX, a geleia de café foi promovida como uma alternativa mais saudável para café quente, já que se pensava que a gelatina iria absorver o excesso de ácido no estômago.
A marca de gelatinas Jell-o lançou uma mistura pronta de gelatina de café em 1918, mas a sobremesa não se tornou popular fora da Nova Inglaterra (região nordeste dos Estados Unidos). Até hoje ela pode ser encontrada em locais como Rhode Island, Massachusetts e outros estados da região. O restaurante Durgin-Park, inaugurado em 1827 e um dos mais antigos da cidade de Boston, ainda serve gelatina de café, feita com as sobras do café servido no dia anterior.
A gelatina de café japonesa foi desenvolvida durante o período Taisho (1912-1926), imitando as gelatinas moldadas populares na Europa. Ela era popular entre os jovens modernos interessados na moda ocidental, e ascendeu junto com a cultura dos cafés. A sobremesa se manteve popular no Japão, e até hoje está largamente disponível no país. A rede de cafeterias Starbucks lançou um frapuccino feito com gelatina de café, em 2016.

## Descrição
A gelatina de café japonesa é feita a partir de café adoçado adicionado a agar-agar, uma substância similar à gelatina feita de algas, e chamada de kanten em Japonês. Nas receitas tradicionais europeias e estadounidenses, gelatina normal é utilizada no lugar de agar-agar.
A gelatina é, geralmente, cortada em cubos e servida como acompanhamento ou parte de diversos pratos de sobremesa e bebidas. Cubos de gelatina podem ser adicionadas a milkshakes, no fundo de um copo onde se serve vaca-preta, ou para enfeitar um sorvete tipo sundae. Ela também é frequentemente adicionada a copos de café quente ou gelado, e servido com creme e xarope de goma. Leite condensado é uma cobertura comum derramada sobre cubos de gelatina de café gelada em uma tigela.